# 黃金川 (作家)

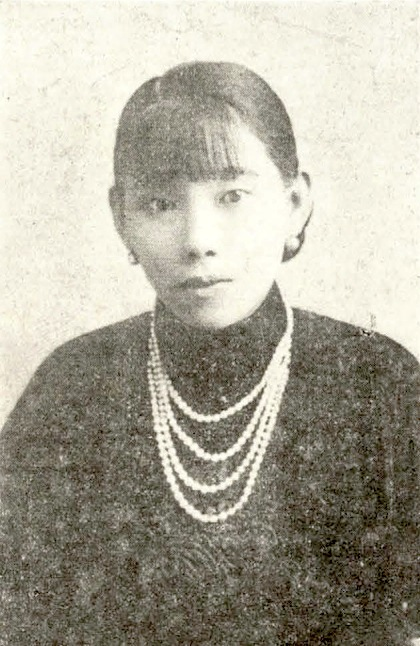
黃金川

黃金川（臺灣話：N̂g Kim-chhoan；1907年11月5日—1990年10月8日），台灣女作家，臺南鹽水人，黃朝琴的妹妹，陳啓清的繼室，被譽為三台才女。

## 生平
黃金川1907年11月5日出生於鹽水港，父親黃宗海、母親蔡寅雅。她在少年時曾經隨兄長黃朝琴到日本就學，18歲畢業於東京精華高等女校，返回台南。回台之後，師事鹿港詩人施梅樵，研習漢學，並致力於詩的學習和創作。
23歲嫁與高雄陳中和之五子陳啓清，後冠夫姓，更名為「陳黃金川」。黃金川到陳家後，視長子陳田錨為己出，教養八名子女。善盡賢妻之責。:57陳啓清曾手書：「吾府能有今日，誠賴金川、阿雪二為幫忙，余心中的感激無言以盡。」:56
1990年，黃金川病逝高雄寓所。:56

## 著作
1930年由上海中華書局刊印《金川詩草》，為黃金川18歲至23歲結婚前的詩作，共237首，是目前所知第一本臺灣女性作家古典詩集。1992年，其家族重新編訂她的詩集，由中研院文哲所出版《正續合編金川詩草》，作品共有359首。